# Mahellus distanti
Mahellus distanti är en insektsart som beskrevs av Nielson 1982. Mahellus distanti ingår i släktet Mahellus och familjen dvärgstritar. Inga underarter finns listade i Catalogue of Life.